# Copiopteryx derceto
Copiopteryx derceto là một loài bướm đêm thuộc họ Saturniidae. Loài này có ở Nam Mỹ, bao gồm Brasil.